# Bletilla
Bletilla é um género botânico pertencente à família das orquídeas (Orchidaceae) originário do Sudeste Asiático.

## Descrição
São plantas com rizoma subterrâneo, irregular, espessado; sem pseudobulbos; com duas a quatro folhas plicadas.

## Espécies
1. Bletilla chartacea  (King & Pantl.) Tang & F.T.Wang (1951)
2. Bletilla foliosa  (King & Pantl.) Tang & F.T.Wang (1951)
3. Bletilla formosana  (Hayata) Schltr. (1911)
4. Bletilla ochracea  Schltr. (1913)
5. Bletilla striata  (Thunb.) Rchb.f. (1878) - espécie tipo